# Biuret
Biuret és un reactiu que detecta la presència de proteïnes, pèptids curts i altres compostos amb dos o més enllaços peptídics en substàncies de composició desconeguda. S'usa normalment en l'assaig de biuret, un mètode colorimètric que permet determinar la concentració de proteïnes d'una mostra mitjançant espectroscòpia ultraviolada visible a una longitud d'ona de 540 nm (per detectar l'ió Cu2+). És una mescla d'hidròxid potàssic (KOH) i sulfat de coure (II) (CuSO ₄), juntament amb tartrat de sodi i potassi (KNaC4H₄O₆·4H₂O). El reactiu, de color blau, canvia a violeta en presència de proteïnes, i vira a rosa quan es combina amb polipèptids de cadena curta. L'hidròxid de potassi no participa en la reacció, però proporciona el medi alcalí necessari perquè tingui lloc.

## Preparació[2]
1. Prenem un tub d'assaig i col·loquem tres centímetres cúbics d'albúmina d'ou, és a dir la part transparent.
2. Afegim 2 centímetres cúbics de solució d'hidròxid de sodi al 20%.
3. Més endavant agreguem 4 o 5 gotes de solució de sulfat de coure (II) diluïda a l'1%.
4. El resultat és que la barreja es torna de color violeta, indicant la presència de proteïnes